# أوبيرالبستوك
أوبيرالبستوك (بالإنجليزية: Oberalpstock) هو أحد جبال سلسلة جبال الألب غلاروس ويقع في كانتون غراوبوندن/كانتون أوري في سويسرا. يحتل المرتبة رقم 90 في قائمة جبال سويسرا من حيث الارتفاع، إذ يبلغ ارتفاعه حوالي 3328 متر، بينما يبلغ ارتفاع نتوء الجبل 703 متر، هذا وقد سجل أول وصول لقمة الجبل عام 1793.